# Moto Guzzi MGS-01 Corsa
De Moto Guzzi MGS-01 Corsa was een racemotorfiets die in 2003 werd ontwikkeld door Moto Guzzi met als doel er ooit een straatversie, de MGS-01, van te produceren. Dat laatste kwam er niet meer van, maar de machine werd wel in diverse wedstrijden, met name in Italië, ingezet. Bovendien waren er plannen voor een vloeistofgekoelde versie, die dan de naam "MGS-02" moest krijgen. Ook die kwam er niet.

## Voorgeschiedenis
In de beginjaren van het bestaan van het merk had Moto Guzzi al deelgenomen aan wedstrijden, en daarin ook grote successen behaald. Nadat het merk was overgestapt op de productie van langsgeplaatste V-twins met cardanaandrijving waren successen uitgebleven. Na het ontstaan van het WK superbike en de grote successen van Ducati in wedstrijden, had men al enkele pogingen ondernomen om concurrerende sportmotoren te maken, zoals de Moto Guzzi 1000 Daytona (1990-1999) en de Moto Guzzi Sport 1100 (1993-2000). Sindsdien verkocht men voornamelijk de zware, toeristische Moto Guzzi California. Er waren wel sportieve modellen, zoals die uit de V 11 Sport-serie, maar die waren zeker niet als "superbike" bedoeld. Na de overname van het merk door Aprila vond de nieuwe directeur Roberto Brovazzo dat er een nieuwe, snelle sportmotor moest komen die kon concurreren met de Ducati's en bovendien de jeugd meer zou aanspreken.

## MGS-01 Corsa
Besloten werd om eerst de raceversie te ontwikkelen. Bij de 1000 Daytona had men de hulp ingeroepen van Dr. John Wittner, een Amerikaanse tandarts die al succesvol was geweest met zijn zelf ontwikkelde Moto Guzzi racers. Dit keer huurde men Giuseppe Ghezzi in. Die had samen met Bruno Saturno al sportieve modellen op basis van Moto Guzzi blokken gebouwd, die als Ghezzi & Brian werden verkocht. Ghezzi & Brian begonnen al aan de ontwikkeling in 2002 in hun eigen bedrijf, maar in 2003 trad Ghezzi toe tot de technische staf van Moto Guzzi. Het eerste prototype kreeg de naam "Tech". Al in juli 2002 was er een derde prototype klaar, dat uiteindelijk de goedkeuring van Aprilia-directeur Ivano Beggio kreeg. Ook de ervaringen van Aprilia met de RSV Mille werden gebruikt en veel onderdelen waren hetzelfde, zoals de Brembo remmen en de OZ wielen. De MGS-01 Corsa vertoonde veel gelijkenis met de Ghezzi & Brian Supertwin. De naam stond voor "Moto Guzzi Sport". Een directe confrontatie in het WK Superbikes kon de machine niet aangaan, want daarvoor was de cilinderinhoud te groot en bovendien werd hij niet gehomologeerd omdat er nooit een "klantenmotor" verscheen. Door de toepassing van de cardanas had de machine ook enkele problemen: het onafgeveerde gewicht aan de achterkant was vrij groot en de cardanreacties hadden effect op het remmen en het accelereren.

### Motor
De motor was duidelijk gebaseerd op de 992 cc Daytona motor, die al bovenliggende nokkenassen en vier kleppen per cilinder had. Het was een luchtgekoelde langsgeplaatste V-twin. De cilinderinhoud was op 1225 cc gebracht door een boring van 100 mm en een slag van 78 mm. De zuigers kwamen van Cosworth. De nokkenas, die normaal boven de krukas lag, was vervangen door een as met een poelie. Twee getande riemen dreven van hieruit twee nokkenassen aan, die elk naast een van de cilinderkoppen lagen. Via twee tuimelaarassen en vier tuimelaars werden de kleppen van elke cilinder bediend. De cilinders hadden keramische voeringen. De machine had een Marelli brandstofinjectie. De lucht werd toegevoerd via een 18,5 liter carbonfiber airbox die in het frame zat.

### Aandrijflijn
De MGS-01 Corsa had een tweevoudige droge platenkoppeling en een zesversnellingsbak die was afgeleid van die van de Moto Guzzi V 11 Sport. De secundaire aandrijving verliep via een cardanas die tussen het achterwiel en de swingarm lag.

### Rijwielgedeelte
Het stalen ruggengraat frame was ontworpen door Giuseppe Ghezzi. De motor was een dragend deel, en in het frame lagen de tank en de airbox. Een aluminium plaat verbond de versnellingsbak met het frame. In de versnellingsbak scharnierde de aluminium swingarm. De cantilever vering was vervangen door een normale monovering met een Öhlins schokdemper en een linksysteem. Aan de voorkant zat een 43 mm Öhlins Upside Down-voorvork. De remmen (vóór twee 320 mm schijven en achter een 220 mm schijf) kwamen van Brembo. De voorremmen hadden vierzuiger remklauwen en de achterrem een dubbelzuiger remklauw. De wielen waren van aluminium en werden geleverd door OZ. De tank/zitcombinatie kon dankzij enkele snelsluitingen in één keer verwijderd worden, de machine had een tophalf kuip en een belly pan. Een volledige dolfijnstroomlijn was niet mogelijk omdat Roberto Brovazzo eiste dat er zo veel mogelijk van de techniek zichtbaar was.

## Technische gegevens
| Moto Guzzi             | MGS-01 Corsa                           |
| ---------------------- | -------------------------------------- |
| Periode                | 2003-2005                              |
| Categorie              | sportmotor                             |
| Motortype              | kopklepmotor                           |
| Bouwwijze              | langsgeplaatste 90° V-twin             |
| Cilinder               | aluminium                              |
| Cilinderkop            | aluminium                              |
| Klepopstelling         | 8 kopkleppen                           |
| Klepbediening          | OHC met tuimelaars                     |
| Carburateurs           | Marelli injectie                       |
| Ontsteking             | elektronisch                           |
| Boring                 | 100 mm                                 |
| Slag                   | 78 mm                                  |
| Cilinderinhoud         | 1225,2 cc                              |
| Smeersysteem           | wet-sump                               |
| Compressieverhouding   | 11:1                                   |
| Max. Vermogen          | 122 pk bij 8.000 tpm                   |
| Topsnelheid            | onbekend                               |
| Primaire aandrijving   | Rechtstreeks                           |
| Koppeling              | meervoudige droge plaat                |
| Versnellingen          | 6 voetgeschakeld                       |
| Secundaire aandrijving | cardan                                 |
| Frame                  | ruggengraat frame                      |
| Wielbasis              | 1420 mm                                |
| Vering vóór            | Öhlins Upside Down                     |
| Vering achter          | Öhlins monovering                      |
| Banden                 | vóór 120/70 × 17", achter 180/55 × 17" |
| Rem(men)               | schijfremmen rondom,                   |
| Gewicht                | 192 kg droog                           |
| Tankinhoud             | onbekend                               |